# Élections législatives de 2012 en Lozère
Les élections législatives françaises de 2012 se déroulent les 10 et 17 juin 2012. Dans le département de la Lozère, un député est à élire dans le cadre d'une seule circonscription, soit une de moins par rapport à la législature précédente.

## Élus
| Circonscription | Députés sortants          | Parti | Parti | Député élu                | Parti          | Parti          |
| --------------- | ------------------------- | ----- | ----- | ------------------------- | -------------- | -------------- |
| 1re             | Francis Saint-Léger       |       | UMP   | Pierre Morel-A-L'Huissier |                | UMP            |
| 2e              | Pierre Morel-A-L'Huissier |       | UMP   | Siège supprimé            | Siège supprimé | Siège supprimé |

## Impact du redécoupage territorial
Du fait de l'importante sur-représentation de la Lozère à l'Assemblée Nationale, le redécoupage électoral de 2010 fait perdre à la Lozère une de ses deux circonscriptions. La Lozère ne possède donc plus qu'une seule circonscription épousant ses limites départementales et englobant tous les cantons départementaux. Ce redécoupage fusionne les deux anciennes circonscriptions en une seule.

## Positionnement des partis
- Le PS n'a passé aucun accord avec ses partenaires sur le département, il a donc investi Sophie Pantel[2].

## Résultats

### Résultats à l'échelle du département
| Parti          | Parti                             | Premier tour | Premier tour | Second tour | Second tour | Siège |
| Parti          | Parti                             | Voix         | %            | Voix        | %           | Siège |
| -------------- | --------------------------------- | ------------ | ------------ | ----------- | ----------- | ----- |
|                | Union pour un mouvement populaire | 18 162       | 45,27        | 20 138      | 50,52       | 1     |
|                | Divers droite dont DLR, PCD       | 1 703        | 4,25         |             |             | 0     |
|                | Droite parlementaire              | 19 865       | 49,52        | 20 138      | 50,52       | 1     |
|                |                                   |              |              |             |             |       |
|                | Parti socialiste                  | 13 272       | 33,08        | 19 726      | 49,48       | 0     |
|                | Europe Écologie Les Verts         | 1 112        | 2,77         |             |             | 0     |
|                | Majorité présidentielle           | 14 384       | 35,86        | 19 726      | 49,48       | 0     |
|                |                                   |              |              |             |             |       |
|                | Front national                    | 3 118        | 7,77         |             |             | 0     |
|                | Front de gauche                   | 2 063        | 5,14         | 0           |             |       |
|                | Divers écologiste dont AÉI        | 202          | 0,50         | 0           |             |       |
|                | Extrême gauche dont LO et NPA     | 430          | 1,07         | 0           |             |       |
|                | Divers                            | 53           | 0,13         | 0           |             |       |
|                |                                   |              |              |             |             |       |
| Inscrits       | Inscrits                          | 59 906       | 100,00       | 59 904      | 100,00      | 1     |
| Abstentions    | Abstentions                       | 19 139       | 31,95        | 18 488      | 30,86       |       |
| Votants        | Votants                           | 40 767       | 68,05        | 41 416      | 69,14       |       |
| Blancs et nuls | Blancs et nuls                    | 652          | 1,6          | 1 552       | 3,75        |       |
| Exprimés       | Exprimés                          | 40 115       | 98,4         | 39 864      | 96,25       |       |

### Résultats par circonscription

#### Circonscription unique de la Lozère
| Candidat       | Candidat                                | Parti                    | Premier tour | Premier tour | Second tour | Second tour |  |
| Candidat       | Candidat                                | Parti                    | Voix         | %            | Voix        | %           |  |
| -------------- | --------------------------------------- | ------------------------ | ------------ | ------------ | ----------- | ----------- |  |
|                | Sophie Pantel                           | PS                       | 13 272       | 33,08        | 19 726      | 49,48       |  |
|                | Pierre Morel-A-L'Huissier sortant réélu | UMP                      | 11 009       | 27,44        | 20 138      | 50,52       |  |
|                | Francis Saint-Léger sortant             | UMP                      | 7 153        | 17,83        |             |             |  |
|                | Jean-François Pardigon                  | RBM (FN)                 | 3 118        | 7,77         |             |             |  |
|                | Guy Galvier                             | FG (PCF) (Divers gauche) | 2 063        | 5,14         |             |             |  |
|                | Vincent Mathieu                         | Divers                   | 1 703        | 4,25         |             |             |  |
|                | Claude Lhuillier                        | EÉLV                     | 1 112        | 2,77         |             |             |  |
|                | Jean-Luc Galibert                       | NPA (GA)                 | 352          | 0,88         |             |             |  |
|                | Françoise Toledano                      | AÉI                      | 202          | 0,50         |             |             |  |
|                | Annie Souchon                           | LO                       | 78           | 0,19         |             |             |  |
|                | Pascale Blanchon                        | Divers                   | 53           | 0,13         |             |             |  |
|                | Daniel-Léonard Blanc                    | Divers (NEERF)           | 0            | 0,00         |             |             |  |
|                |                                         |                          |              |              |             |             |  |
| Inscrits       | Inscrits                                | Inscrits                 | 59 906       | 100,00       | 59 904      | 100,00      |  |
| Abstentions    | Abstentions                             | Abstentions              | 19 139       | 31,95        | 18 488      | 30,86       |  |
| Votants        | Votants                                 | Votants                  | 40 767       | 68,05        | 41 416      | 69,14       |  |
| Blancs et nuls | Blancs et nuls                          | Blancs et nuls           | 652          | 1,6          | 1 552       | 3,75        |  |
| Exprimés       | Exprimés                                | Exprimés                 | 40 115       | 98,4         | 39 864      | 96,25       |  |